# Херстел
Херстел (њем. Hörstel) град је у њемачкој савезној држави Северна Рајна-Вестфалија. Једно је од 24 општинска средишта округа Штајнфурт. Према процјени из 2010. у граду је живјело 19.905 становника. Посједује регионалну шифру (AGS) 5566016, NUTS (DEA37) и LOCODE (DE HRL) код.

## Географски и демографски подаци
Херстел се налази у савезној држави Северна Рајна-Вестфалија у округу Штајнфурт. Град се налази на надморској висини од 35 - 145 метара. Површина општине износи 107,4 km². У самом граду је, према процјени из 2010. године, живјело 19.905 становника. Просјечна густина становништва износи 185 становника/km².

## Међународна сарадња
| Мјесто     | Држава               | Врста сарадње | Од    |
| ---------- | -------------------- | ------------- | ----- |
| Молетај    | Литванија            | партнерство   | 2006. |
| Далфсен    | Холандија            | партнерство   | 1996. |
| Волтам Аби | Уједињено Краљевство | партнерство   | 1993. |
| Извор      |                      |               |       |